# Brouwersdam
Le Brouwersdam, construit entre 1962 et 1971, est la septième construction du Plan Delta, conçu pour défendre le delta de la Meuse et du Rhin contre les ondes de tempête exceptionnelles. Ce barrage d'une longueur d'environ 6 kilomètres ferme le passage du Brouwershaven (Brouwershavense Gat en néerlandais).
Le Volkerakdam entre Goeree-Overflakkee et Schouwen-Duiveland a été achevé en 1964. Le Grevelingen, le sud de l'île, était encore relié à la mer du Nord. Les ondes de tempête pouvaient encore être violentes contre les digues de la rive sud de l'île, plus qu'auparavant puisqu'une partie du bras était déjà fermée. Après la fermeture du Grevelingendam la construction du Brouwers a commencé. Après plus de six ans, au printemps de 1971, ce barrage a fermé le passage. Entre 1964 et 1971 de fortes marées se sont produites. En novembre 1966, l'eau a atteint un niveau de seulement quelques centimètres en dessous de celui du 1er février 1953.
La construction des six kilomètres du barrage a commencé en 1962. Par endroits, à l'entrée du Goeree la profondeur va jusqu'à 30 mètres. En principe pour ce type de construction, les caissons sont simplement déposés, mais cela augmente les courants des marées dans la partie non encore obstruée. Le chenal était trop profond et la vitesse de l'eau était trop importante pour utiliser cette méthode conventionnelle. Pour terminer l'ouvrage, une télécabine a été utilisée; d'un téléphérique, de gros blocs de béton fabriqués dans un chantier ont été déposés et tous les caissons ont été fermés en même temps.
Le Brouwersdam a été inauguré en 1971. Une île artificielle d'environ 3 000 hectares a été construite. La route passant sur le barrage (autoroute 57) a été inaugurée le 30 mars 1973.
En juin 1978, un passage a été ouvert, le Brouwerssluis, c'est une écluse à poissons.
À mi-chemin à travers le barrage est un port de plaisance et de bungalows le Port Zélande. Sur le Grevelingenmeer les beaux jours plus d'un millier de véliplanchistes peuvent être observés. Brouwers est sur le bout de Goeree Middelplaat à la ligne de tram Port au musée fondation. Les jours d'été venteux, plus de 1.000 surfeurs et kite surfers s'adonnent à leur loisir, environ 250 sur les deux côtés de la Brouwersdam sur l'eau.
Depuis 2006, chaque année sur le Brouwersdam, a lieu le festival pop appelé le Concert at Sea.
| \| Localisation du Plan Delta dans le Monde \| Algerakering Anvers Bathse spuisluis Belgique Brouwersdam Canal de l'Escaut au Rhin Eau douce Eau de mer Escaut occidental Escaut oriental Grevelingendam Haringvliet Haringvlietdam Hartelkering Hellegatsdam Maeslantkering Markiezaatskade Mer du Nord Oesterdam Oosterscheldekering Pays-Bas Philipsdam Pont du Haringvliet Pont de Zélande Rotterdam Tunnel de l'Escaut occidental Veerse Gatdam Volkerakdam Zandkreekdam |
| Localisation du Plan Delta dans le Monde |